# Einjähriges Bingelkraut
Das Einjährige Bingelkraut (Mercurialis annua) ist eine Pflanzenart aus der Gattung Bingelkräuter (Mercurialis), die keinen Milchsaft enthält, innerhalb der Familie der Wolfsmilchgewächse (Euphorbiaceae).

## Beschreibung

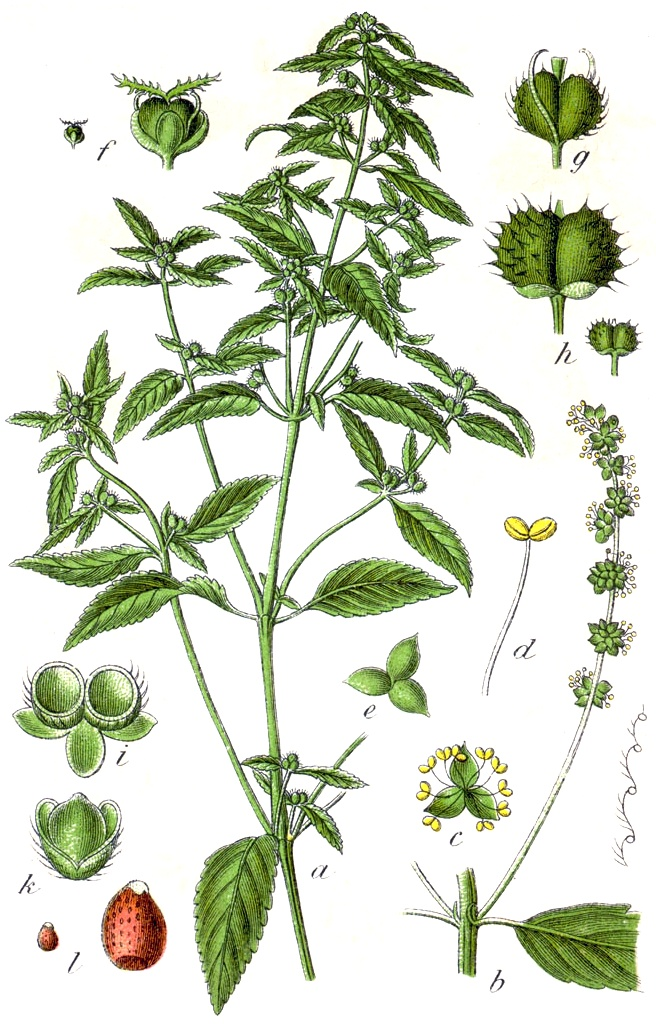
Illustration aus Sturm

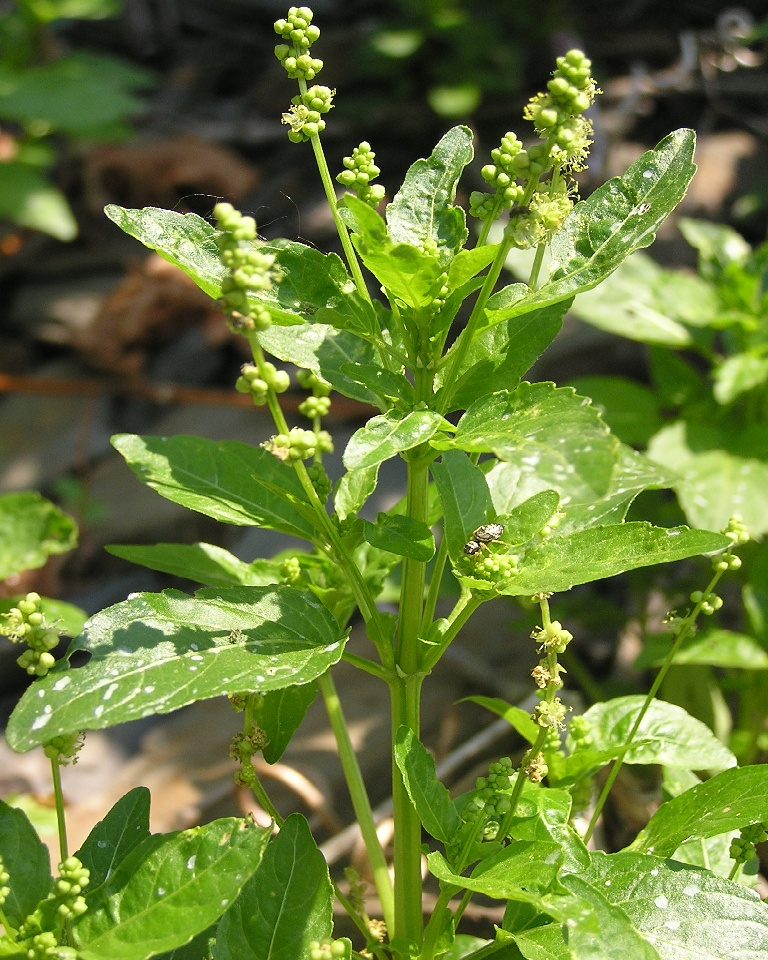
Männliche Pflanze

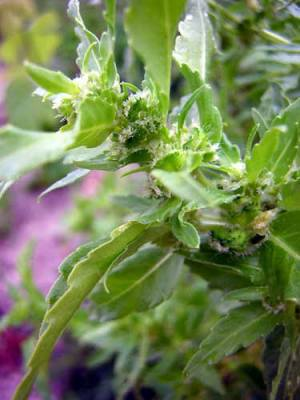
Weibliche Pflanze

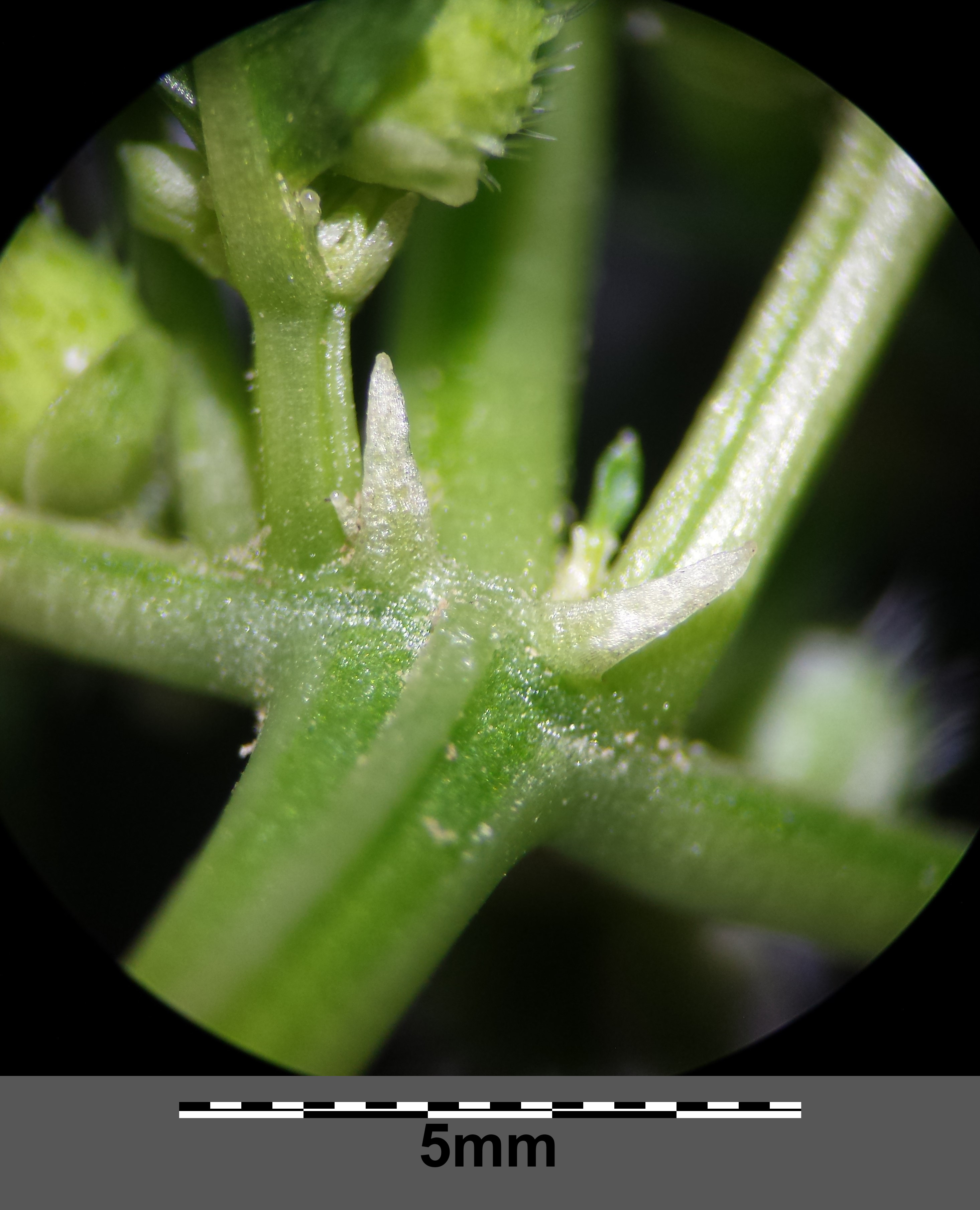
Stängel mit Nebenblättern

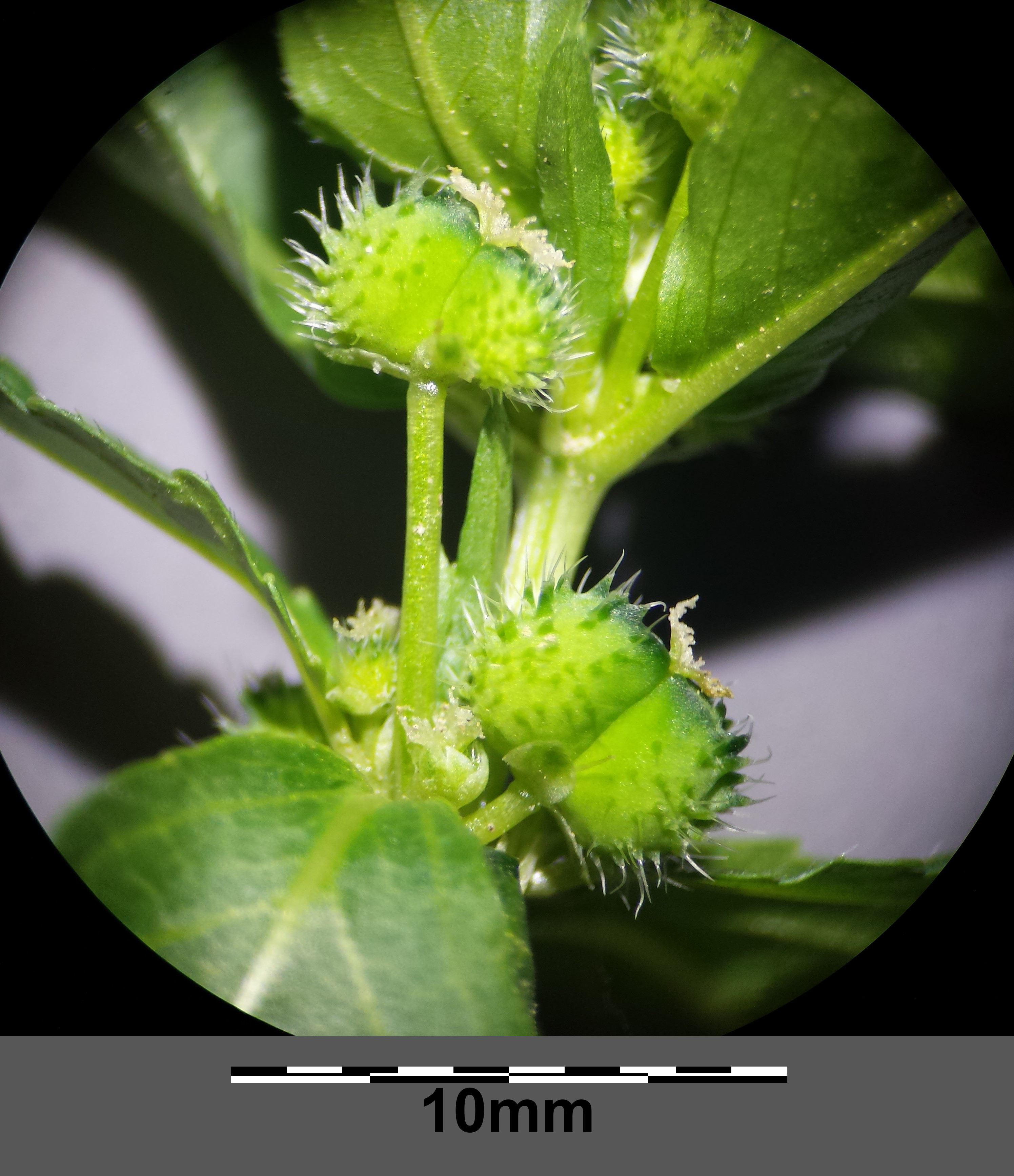
Früchte

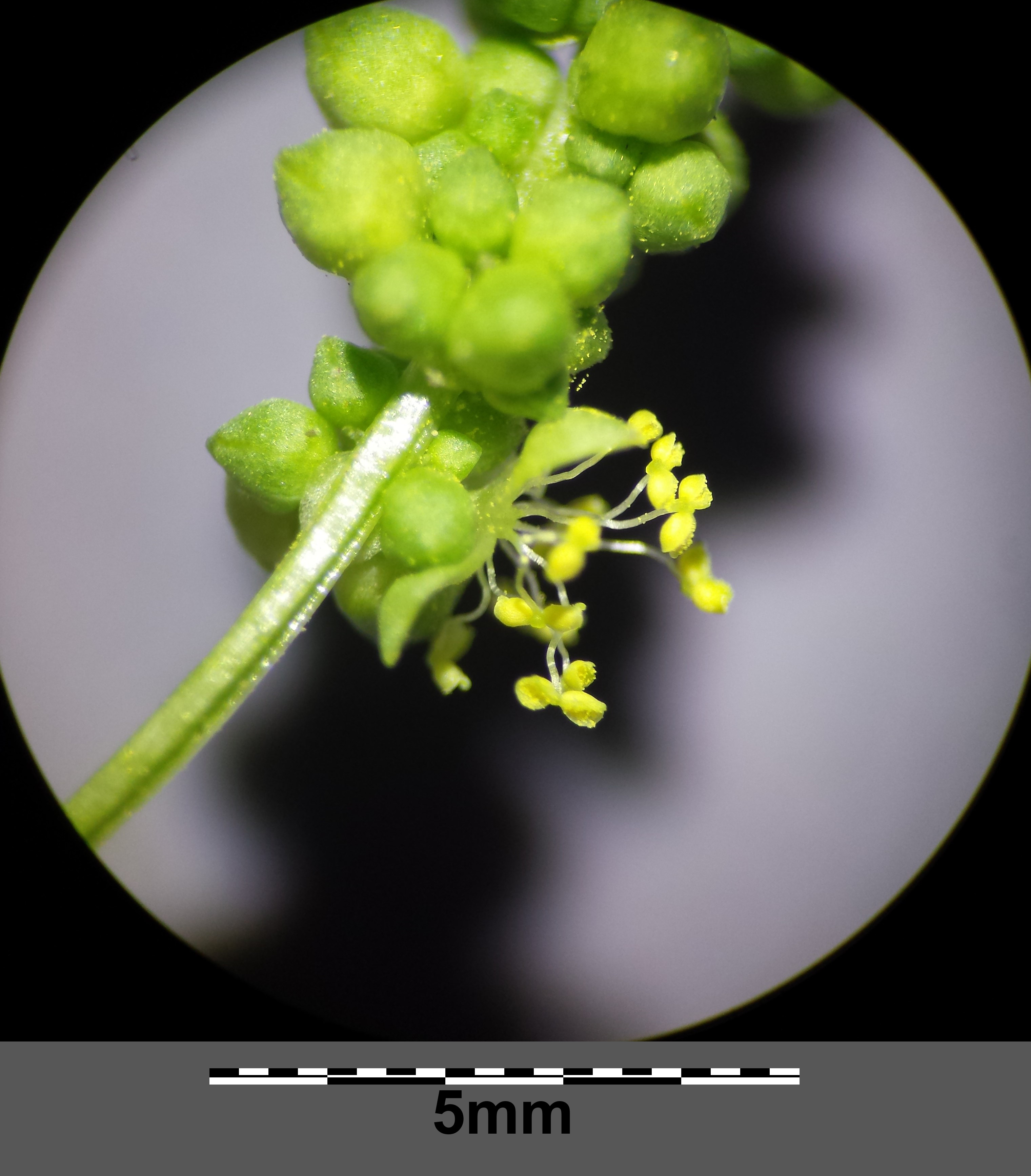
Männlicher Blütenstand

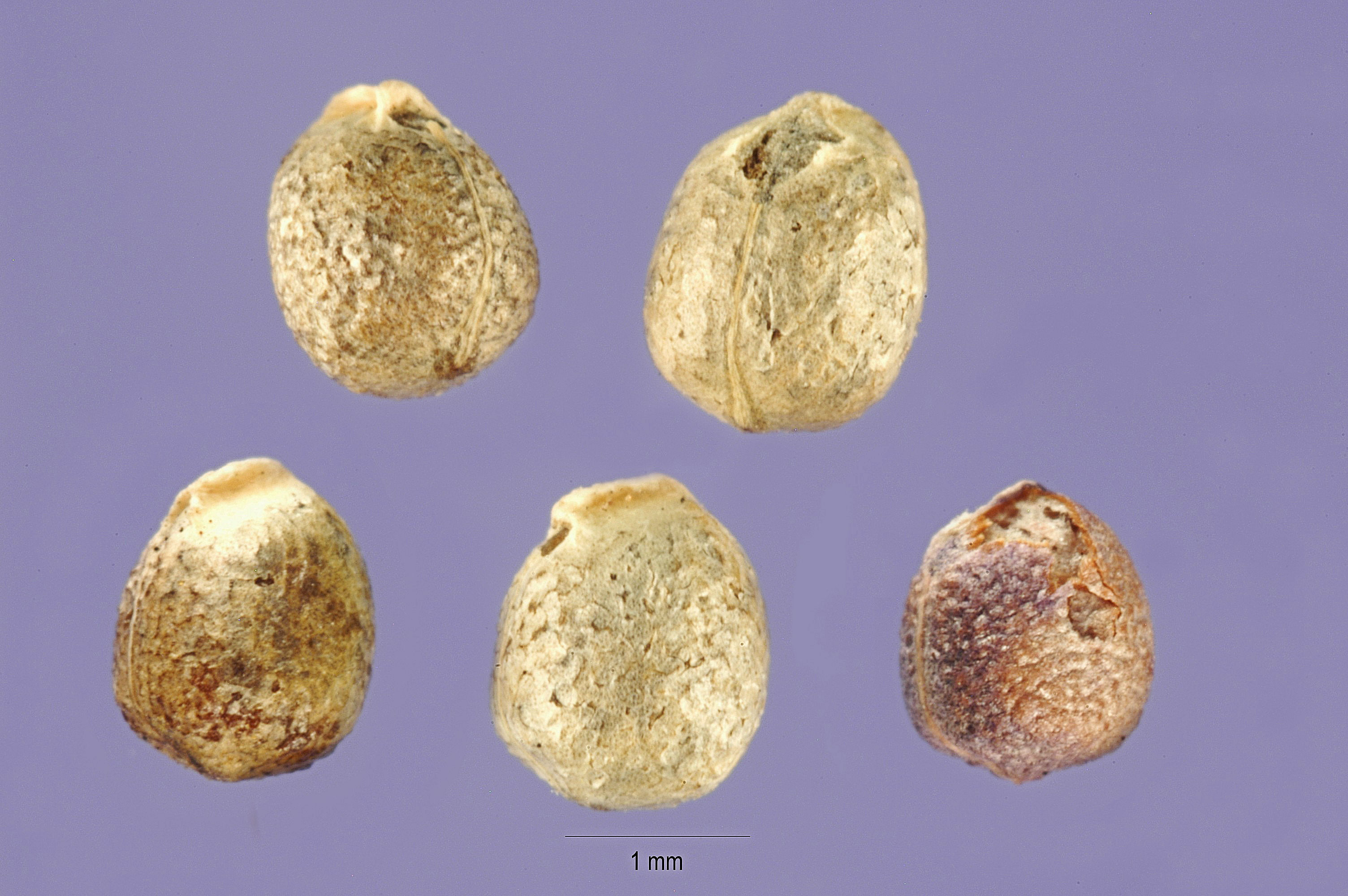
Samen

### Vegetative Merkmale
Das Einjährige Bingelkraut wächst als einjährige krautige Pflanze, die Wuchshöhen von 20 bis 50, meist etwa 30 Zentimetern erreicht. Im Gegensatz zu Euphorbia-Arten hat die Pflanze keinen Milchsaft. Die vollkommen kahlen Pflanzen sind meist auf der ganzen Länge beblättert und verzweigt, wobei die Zweige meist steif nach schräg oben stehen. Der Stängel ist mehr oder weniger vierkantig. Die gesamte Pflanze ist hellgrün bis grasgrün, während das ähnliche Wald-Bingelkraut eher dunkelgrün ist. Die Laubblätter sind schmal eiförmig bis lanzettlich und am Rande stumpf gesägt. Weibliche Pflanzen haben schmalere Laubblätter als die männlichen.

### Generative Merkmale
Das Einjährige Bingelkraut ist meist, aber nicht immer zweihäusig getrenntgeschlechtig (diözisch). Die Blüten der männlichen Pflanzen sitzen, zumeist in kleinen Knäueln angeordnet, in blattachselständigen Ähren, die allerdings die Laubblätter weit überragen. Die Blütenstände sind etwas länger und vielblütiger als beim Wald-Bingelkraut. Bei den weiblichen Pflanzen sitzen die Blüten in kleinen Knäueln in den Blattachseln. Die Einzelblüten sind unauffällig grünlich-gelblich und haben drei Blütenhüllblätter.
Die Blütezeit beginnt in Mitteleuropa im Juni und geht bis in den Herbst. Fruchtreife beginnt ab Juli.
Die Chromosomenzahl beträgt 2n = 16.

## Ökologie
Beim Einjährigen Bingelkraut handelt sich um einen Therophyten, der in Mitteleuropa nicht selten zwei Generationen pro Jahr bildet. Die Pflanze ist frostempfindlich. Das Einjährige Bingelkraut zeigt Geschlechtsdimorphismus, d. h. die Geschlechter sind deutlich unterschiedlich. Die Pflanze wurzelt bis 50 Zentimeter tief.
Es erfolgt meist Windbestäubung, aber auch Insektenbestäubung kommt vor. Die Kelchblätter haben innen ein Schwellgewebe, bei ihrer plötzlichen, explosionsartigen Öffnung reißen die Staubbeutel ab und werden fortgeschleudert. Die Pollenkörner werden frei und bilden kleine gelbe Wolken. Die abgerissenen Teile fallen zu Boden in einer Entfernung bis zu 21,2 Zentimeter. Das Abschleudern ist an keine Tageszeit gebunden, erfolgt aber am meisten in den Morgenstunden. Pro Pflanze wurde die beachtliche Zahl von 1,3 Milliarden Pollenkörner errechnet. Pollenkitt ist vorhanden, die Pollenkörner werden je nach Wind einzeln oder in Klumpen verbreitet.
Der Botaniker und Mediziner Rudolf Jacob Camerarius (1665–1721) in Tübingen stellte in seinem Werk De sexu plantarum vom Jahr 1694 am Beispiel des Bingelkrauts durch getrennte Kultur männlicher und weiblicher Pflanzen fest, dass es ohne das andere Geschlecht nicht zum Samenansatz kommt. Vor Camerarius hatte aber bereits der altgriechische Theophrast für die Dattelpalme dasselbe vermutet.
Das Einjährige Bingelkraut ist ein Austrocknungsstreuer, seine Fruchtkapseln öffnen sich durch einen „Stoßmechanismus“, dabei werden die Samen bis 4 Meter weit fortgeschleudert. Weitere Ausbreitung der Samen erfolgt durch Ameisen. Die Samen sind langlebige Wärmekeimer. Auch Apomixis, also Samenbildung ohne Befruchtung wurde beobachtet.

## Vorkommen
Das Einjährige Bingelkraut stammt ursprünglich aus dem Mittelmeerraum. Sein Verbreitungsgebiet umfasst Süd-, Mittel- und Osteuropa, Nordafrika und Vorderasien. Es ist seit dem 16. Jahrhundert in Mitteleuropa eingebürgert. In einigen Gebieten Nordamerikas, in Südamerika, in Südafrika und Neuseeland ist es ein Neophyt. In Europa kommt es in zahlreichen Ländern vor und fehlt nur in Portugal, Irland, Island, Norwegen, Schweden, Finnland, im Baltikum, Moldau und im europäischen Teil der Türkei. In Dänemark kommt es eingeschleppt vor.
Es wächst vor allem an stickstoffreichen, lehmigen und nicht allzu trockenen Ruderalstellen, beispielsweise als Unkraut in Gärten oder auf Äckern, oder auf Schuttplätzen. In Mitteleuropa ist es, außer in den Alpen, weit verbreitet. Es ist an nährstoffreichen Ruderalstellen nicht selten. Es ist in Mitteleuropa eine Charakterart des Mercurialetum annuae aus dem Verband Fumario-Euphorbion, überregional ist es eine Charakterart der Klasse Chenopodietea. In den Vogesen steigt die Art bis 1030 Metern Meereshöhe auf. In der Schweiz kommen im Puschlav dauerhaft eingebürgerte Exemplare bis 1000 Meter Meereshöhe vor; vorübergehend eingeschleppte Exemplare wuchsen bei St. Moritz sogar in 1800 Meter Meereshöhe.
Die ökologischen Zeigerwerte nach Landolt et al. 2010 sind in der Schweiz: Feuchtezahl F = 2+w (frisch aber mäßig wechselnd), Lichtzahl L = 4 (hell), Reaktionszahl R = 4 (neutral bis basisch), Temperaturzahl T = 4+ (warm-kollin), Nährstoffzahl N = 4 (nährstoffreich), Kontinentalitätszahl K = 3 (subozeanisch bis subkontinental).

## Taxonomie
Die Erstveröffentlichung von Mercurialis annua erfolgte 1753 durch Carl von Linné in Species Plantarum, Band II, S. 1035.

## Medizinische Bedeutung

### Heilpflanze
In der Antike und im Mittelalter wurden getrocknete Pflanzenteile des Einjährigen Bingelkrautes als Arzneidroge vor allem gegen Frauenleiden und gegen Verdauungsprobleme (etwa Magenverstopfung) verwendet. Das Bingelkraut (lateinisch Mercurialis und gelegentlich auch Linochitis genannt) galt als Mittel zum schnellen Anregen der Monatsblutung, zudem wurde es bei Augenbeschwerden und verstopftem Gehörgang eingesetzt.

### Giftigkeit
Dagegen ist das frische Bingelkraut schwach giftig und kann unter Umständen bei Weidevieh zu Vergiftungen führen.